# Bombardements italiens de la Palestine mandataire pendant la Seconde Guerre mondiale
Seconde Guerre mondiale
Batailles
Batailles et opérations des campagnes d'Afrique, du Moyen-Orient et de Méditerranée
- Guerre du Désert
- Campagne d'Afrique de l'Est
- Campagne d'Afrique du Nord
- Bataille de la Méditerranée
- Bombardements italiens de la Palestine mandataire
- Bombardement du Bahreïn
- Campagne du Gabon
- Campagne des Balkans
- Guerre anglo-irakienne
- Campagne de Syrie
- Résistance en Grèce
- Opérations en Yougoslavie
- Opérations anti-partisans en Croatie
- Invasion anglo-soviétique de l'Iran
- Bataille de Madagascar
- Offensive de Belgrade
- Campagne d'Italie
- Résistance en Macédoine

Front d'Europe de l'Ouest

Front d'Europe de l'Est

Bataille de l'Atlantique

Guerre du Pacifique

Guerre sino-japonaise

Théâtre américain
Les bombardements italiens de la Palestine mandataire pendant la Seconde Guerre mondiale sont les raids aériens, menés par la Regia Aeronautica  entre juin 1940 et juin 1941 ciblant les forces du Commonwealth à travers le Moyen-Orient pendant la Seconde Guerre mondiale. 

## Contexte
Le 10 juin 1940, le royaume d'Italie déclare la guerre à la République française et au Royaume-Uni. L'invasion italienne de la France fut de courte durée et les Français signèrent un armistice avec les Italiens le 25 juin, trois jours après l'armistice de la France avec l'Allemagne.
L'armée de l'air italienne décida de frapper les zones sous contrôle britannique du Moyen-Orient : les raffineries et les ports de Palestine furent les premiers ciblés.   

« Dans les premiers jours de la guerre en Afrique, les forces italiennes se rapprochèrent de la victoire. Les missions de bombardement à longue portée lancées par le lieutenant-colonel Ettore Muti sur la Palestine et à Bahreïn ont gravement endommagé les installations portuaires et les raffineries de pétrole britanniques, un succès majeur qui a permis aux Italiens de mener un combat majeur en Afrique du Nord. Cela causa des problèmes logistiques considérables aux Britanniques, les forçant également à détourner des ressources pour défendre le Moyen-Orient, dont ils avaient cruellement besoin ailleurs. Ils contribuèrent également à atténuer la menace pesant sur les voies de navigation en Méditerranée, permettant aux forces italiennes d'être déplacées en Afrique du Nord avec très peu de pertes. Partant de bases italiennes dans les îles du Dodécanèse, faisant un large cercle autour des bases britanniques à Chypre, les bombardiers italiens frappèrent des possessions britanniques au Moyen-Orient et mirent hors service les raffineries de pétrole de Haïfa pendant au moins un mois. Les avions britanniques opérant à partir du mont Carmel furent déployés trop tard pour intercepter les bombardiers italiens car personne ne s'attendait à une attaque aussi éloignée de ce que la plupart considéraient comme les lignes de front. »

Successivement le 19 octobre 1940, quatre bombardiers italiens SM.82 attaquèrent des raffineries de pétrole américaines dans le protectorat britannique du Bahreïn, endommageant les raffineries locales. Le raid a également touché Dhahran, en Arabie saoudite, mais ne causant que peu de dégâts. 

## Campagne de bombardement

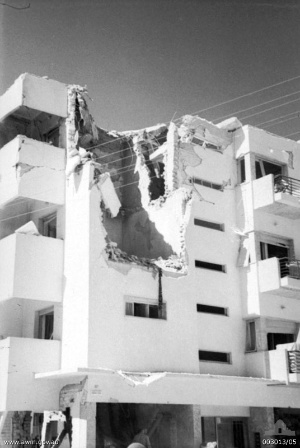
Bâtiment détruit par le raid aérien en septembre 1940.

À partir de juillet 1940, les bombardements italiens dans le mandat britannique de Palestine étaient principalement centrés sur Tel Aviv et Haïfa. Cependant, de nombreuses autres villes côtières comme Acre et Jaffa ont également souffert des bombardements,. 
Le dernier bombardement italien sur les territoires du mandat britannique de Palestine eurent lieu en juin 1941. Haïfa et Tel Aviv furent touchés, mais le raid provoqua peu de dégâts et de victimes. 

### Bombardement de Haïfa
Haïfa a été touchée à plusieurs reprises par les Italiens à partir de juin 1940, la ville hébergeant un port et une raffinerie. 
Le numéro du 29 juillet 1940 du Time rapportait un bombardement à Haïfa par des bombardiers SM82 au cours de la semaine précédente, faisant une dizaine de victimes. 
Selon le magazine Time, les Italiens revendiquèrent un énorme succès que les Britanniques ne nièrent pas. 
Dix gros bombardiers italiens, volant à grande altitude depuis les îles du Dodécanèse larguèrent 50 bombes sur le terminal pétrolier et la raffinerie de Haïfa. 
Le bombardement déclencha des incendies brûlant pendant plusieurs jours, et la production de la raffinerie a été bloquée pendant près d'un mois. 
Les chasseurs britanniques depuis une base sur le mont Carmel furent déployés trop tard pour contrer l'aviation italienne retournant à leur base dans le Dodécanèse italien.

### Bombardement de Tel Aviv

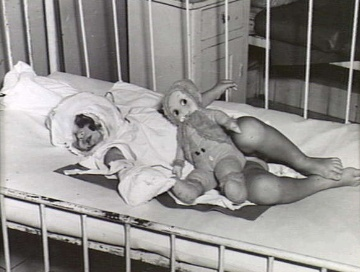
Victime du bombardement italien de Tel Aviv le 10 septembre 1940.

Le 9 septembre 1940, un bombardement sur Tel-Aviv fit 137 morts. Un autre raid sur la ville le 12 juin 1941 provoqua 13 morts, mis en œuvre par les Italiens ou les Français basés en Syrie. 
L'historien Alberto Rosselli souligna que le bombardement de Tel Aviv ayant tué 137 personnes était dû au fait que les bombardiers italiens étaient en route vers le port stratégique et les raffineries de Haïfa, mais furent interceptés par des avions britanniques. Contraints de rentrer, les Italiens reçurent l'ordre de larguer leurs bombes sur le port de Tel Aviv, mais en tentant d'éviter les avions britanniques attaquants, les ont largué par erreur sur une zone civile près du port.

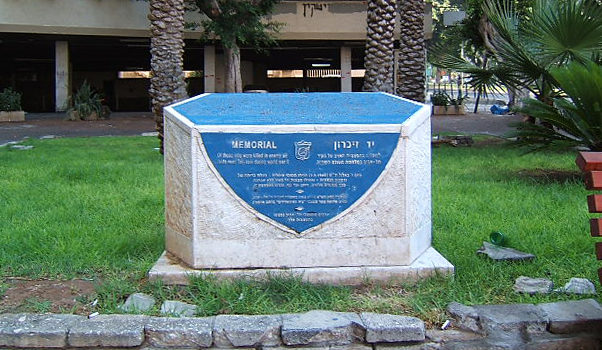
Mémorial à Tel Aviv pour les 137 tués lors du raid italien sur la ville le 9 septembre 1940.